# Antoine Labelle
Pour les articles homonymes, voir Labelle.
Antoine Labelle, né le 24 novembre 1833 à Sainte-Rose et mort le 4 janvier 1891 à Québec, est un ecclésiastique et haut fonctionnaire québécois. Figure emblématique de la colonisation des Laurentides, il est parfois surnommé le « roi du Nord » ou bien, plus simplement, le « curé Labelle ».

## Biographie

### Enfance et formation
Né le 24 novembre 1833 dans le village de Sainte-Rose (devenu le quartier Sainte-Rose de Laval en 1965), Antoine Labelle est le seul fils d'Angélique Maher et d'Antoine Labelle, un cordonnier. Il est un descendant direct d'Olivier Charbonneau, le premier habitant de l’île Jésus. Issu d'un milieu populaire, son enfance est notamment marquée par la rébellion des Patriotes de 1837-1838. Alors qu'il effectue ses classes primaires à Sainte-Rose, il est pris en charge par le curé Pascal Brunet, qui voit en lui un potentiel pour la prêtrise.
En 1844, à l'âge de 10 ans, le jeune Labelle intègre le séminaire de Sainte-Thérèse. Les premières années de sa vie sont mal connues, mais on sait qu'il aimait lire Auguste Nicolas et Joseph de Maistre. Il est d'ailleurs décrit comme étant un bon élève, « un esprit avide de savoir, plein d'initiative, toujours à la tête de sa classe et des sociétés littéraires, assoiffé d'histoire ». Outre les activités intellectuelles, il se passionne également pour l'agriculture, un domaine qui occupera une place importante tout au long de sa vie.
Entre 1852 et 1855, Labelle entame sa cléricature à Sainte-Thérèse. Durant sa formation, il assume également les rôles de régent ou de maître de salle, et enseigne le français et la méthode latine. En 1855 et 1856, le jeune Labelle complète sa formation cléricale au Grand séminaire de Montréal. Il est ordonné prêtre le 1er juin 1856 par Monseigneur Pinsonneault, évêque de London. Alors jeune adulte, il est doté d'un physique imposant : il mesure 1,80 m et pèse 140 kg. Il ajoute François-Xavier à son prénom, croyant que saint François-Xavier intervint pour sa naissance.

### Missionnaire et colonisateur

#### Premières cures

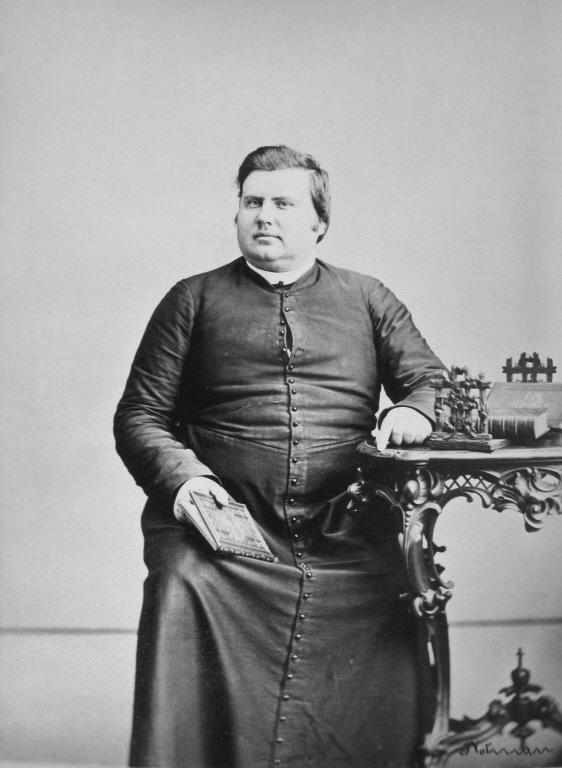
Antoine Labelle en 1864 (photographie de William Notman)

D'abord nommé vicaire à Sault-au-Récollet par l'évêque Ignace Bourget entre juin 1856 et mars 1859, Antoine Labelle passe ensuite quelques mois à Saint-Jacques-le-Mineur, dans le comté de Laprairie. Par la suite, il devient curé à la paroisse de Saint-Antoine-Abbé (comté de Huntingdon), près de la frontière avec les États-Unis, où il exerce son ministère jusqu'en 1863. Cette expérience développe les qualités de médiation du curé Labelle, dans la mesure où la communauté est divisée non-seulement entre protestants et catholiques, mais également entre Canadiens français et Irlandais. De plus, la paroisse, nouvellement érigée canoniquement, ne possède pas encore de municipalité, ni de commission scolaire.
À la frontière américaine, le curé Labelle est également confronté à l'exode massif des Canadiens français vers les États-Unis. Dans le contexte des bouleversements socio-économiques de l'industrialisation, plusieurs voient dans les manufactures de Nouvelle-Angleterre l'occasion d'améliorer des conditions de vie difficiles. Le curé Labelle se promet alors de s'attaquer aux causes de cette émigration de masse dès qu'il en aura les moyens.
Ensuite, à partir du 7 février 1863, il est prêtre à Saint-Bernard-de-Lacolle, toujours à la frontière américaine (près de l'État de New York). Il est alors confronté à un nouveau problème de taille : les Fenians, des nationalistes irlandais luttant contre la Couronne britannique, provoquent plusieurs escarmouches à la frontière avec les États-Unis. Face à la menace, le curé Labelle promet de défendre sa paroisse : « S'ils s'avisent jamais de venir par Lacolle, vous me verrez à la tête de la compagnie qui les repoussera ! ». À l'époque, avec son imposante carrure et sa forte voix, il acquiert la réputation d'un homme « au caractère bouillant ». Les Fenians n'atteindront finalement jamais Saint-Bernard-de-Lacolle, défaits dans le nord-ouest du pays par l'armée britannique et les troupes métisses de Louis Riel. Vers 1867, le curé Labelle exprime un épuisement, demandant à être transféré dans un diocèse américain ou dans un monastère. L'évêque Bourget le somme de rester, lui accordant la populeuse paroisse de Saint-Jérôme[réf. nécessaire], dans le comté de Terrebonne.

#### Curé de Saint-Jérôme: la colonisation et le chemin de fer
Labelle trouve de grands besoins à combler dans sa nouvelle communauté. Saint-Jérôme est alors peuplée d'une population ne comptant que « 800 à 900 âmes », malgré le fait que la communauté existait depuis déjà une trentaine d'années. Labelle y voit toutefois beaucoup de potentiel, bénéficiant d'une population moins divisée en ce qui a trait à la langue et à la religion (canadienne française et catholique) qu'à la frontière américaine et, selon son impression, animée d'un fort dynamisme. Appuyé par plusieurs notables locaux (comme Godefroy Laviolette, un ingénieur et influent industriel, ou encore Jules-Édouard Prévost, un docteur dont il se rapproche), il commence à promouvoir la colonisation du nord des Laurentides, notamment dans l'objectif de contrer l'émigration des Canadiens français vers les États-Unis. Pour ce faire, il cible notamment la jeunesse, auprès de qui il organise des rencontres afin de promouvoir ses projets de conquête agricole. Selon l'historien et sociologue Gabriel Dussault, qui a étudié le parcours et l'idéologie du curé Labelle, son engouement pour la colonisation du nord québécois est due à la fois à une vision messianique du destin de ce qu'il considère la «nation catholique française», et à la volonté, inavouée publiquement, de contrer l'influence protestante dans le nord du pays (il aurait même fantasmé se rendre jusqu'à Winnipeg). Toujours selon Dussault, ce dernier objectif semble avoir été plutôt partagé par le clergé catholique de l'époque :
« Par ailleurs, ce rêve de conquête religieuse rentre (jusqu'à un certain point, comme nous le verrons plus tard) dans les vues des autorités ecclésiastiques, qui surveillent de près les activités des protestants, trouvent particulièrement des motifs de le faire dans la région de l'Outaouais en raison du prosélytisme qui s'y exerce auprès des catholiques et, à une échelle plus large, ne voient pas sans inquiétude monter les flots d'une immigration protestante dans l'ensemble du Canada, surtout dans la perspective d'un retour à l'Union législative qui mettrait politiquement les catholiques "sous le joug des protestants". ».
À partir de juillet 1868, le curé Labelle effectue quelques randonnées afin de prendre le pouls de la région. Il rend notamment visite aux colons déjà installés dans les Pays-d'en-Haut, remontant la rivière du Nord et explorant la vallée de la rivière Rouge. Labelle découvre alors un vaste territoire peu exploité malgré un grand potentiel en matière de richesses naturelles. Quelques compagnies les exploitant sont toutefois déjà installées dans la vallée de l'Outaouais lorsque Labelle arrive dans la région. Ces dernières, visant avant tout à générer du profit, ne partagent pas les mêmes objectifs que le curé, à savoir peupler le territoire et mettre en place de petites communautés. Ces divergences d'objectifs donneront d'ailleurs lieu à plusieurs confrontations entre Labelle et les entrepreneurs capitalistes de la région.
À partir du début des années 1870, des expéditions plus organisées se mettent en branle, longeant la rivière Rouge vers le nord. Soutenu par nul autre qu'Ignace Bourget, l'évêque de Montréal, le curé Labelle plante alors de nombreuses croix sur sa route, représentant symboliquement les lieux de potentielles futures paroisses (Saint-Jovite, Saint-Faustin, La Conception, Nominingue, ou encore la Chute aux Iroquois, qui sera d'ailleurs ensuite renommée Labelle). Entre 1873 et 1885, celui que l'on surnomme le Roi du Nord effectue 29 voyages dans le nord laurentien, appuyé notamment par Isidore Martin, qui le guide dans les coins reculés de la région. Le curé y rencontre des colons déjà installés, partageant leur quotidien, baptisant des nouveau-nés et célébrant la messe en plein air. Il tente ensuite d'assurer la pérennité de ces communautés de colons en cherchant des ressources auprès des autorités politiques. Ces dernières ne seront pas toujours du côté du curé Labelle, à l'image de Charles-Eugène Boucher De Boucherville, Premier ministre du Québec entre 1874 et 1878, qui refuse parfois d'allouer des ressources aux projets de colonisation.

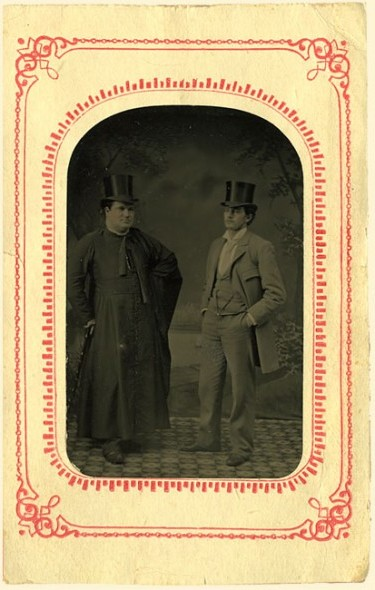
Le curé Labelle en compagnie d'Arthur Buies.

Toujours dans la perspective d'assurer la colonisation des Laurentides, le curé Labelle cherche rapidement à faire développer le chemin de fer dans la région afin d'encourager le développement économique. Le chemin de fer remplace le chemin de terre qui était lent et perilleux. Pour ce faire, il invite une délégation en provenance de Montréal le 31 janvier 1871. Cette dernière, composée notamment du maire Charles-Joseph Coursol, est invitée par le curé Labelle à se familiariser avec le nord des Laurentides afin d'en réaliser tout le potentiel de développement. Alors qu'on pense initialement mettre en place un chemin de fer à lisses de bois qui se rendrait jusqu'à Saint-Jérôme, l'idée est finalement abandonnée. Ce premier revers ne freine pas les ambitions du curé Labelle, qui poursuit ses pressions auprès des instances politiques, tant au niveau fédéral que provincial, afin de concrétiser son projet ferroviaire. Il s'associe notamment à Joseph-Adolphe Chapleau, alors solliciteur général dans le gouvernement provincial de Charles-Eugène Boucher, qui est favorable au projet de chemin de fer. À Ottawa, alors que le gouvernement fédéral de John A. MacDonald est également favorable au projet, il est renversé par le Parti libéral d'Alexander Mackenzie en novembre 1873 et le développement du chemin de fer est mis sur la glace.
Le curé Labelle se tourne alors vers Québec et convainc son ami Chapleau de récolter des fonds. Lors d'un voyage à Londres, ce dernier obtient un emprunt de 4 millions de dollars et le projet voit enfin le jour : la construction du chemin de fer débute en janvier 1876 et le premier tronçon du chemin Montréal-Saint-Jérôme est inauguré le 9 octobre 1876 (en présence d'invités de marque, dont le premier ministre De Boucherville). Une des locomotives porte alors le nom du curé Labelle.
Parallèlement au chemin de fer, le curé Labelle se consacre toujours à sa paroisse. Alors que Labelle en est curé, Saint-Jérôme s'industrialise rapidement et sa démographie devient plus importante, le village devenant juridiquement une ville le 13 janvier 1881. On réussit à y attirer plusieurs industries, dont la manufacture de papier de Jean-Baptiste Rolland (1881), une pulperie, une manufacture de gants et une manufacture de meubles (1888), une fabrique de montres (1889) ou encore une manufacture de pianos (1890). Le curé Labelle, pourtant attaché au mode de vie agricole, ne voit pas d'un mauvais œil l'industrialisation de Saint-Jérôme. Bien au contraire, il l'encourage, voulant faire de Saint-Jérôme une « grande ville ». Selon Gabriel Dussault, ce dernier aurait toutefois tenté de « renforcer la régulation éthico-religieuse » (notamment en faisant venir de nouvelles communautés religieuses) dans un contexte d'industrialisation propice au bouleversement des mœurs. Dussault considère également qu'il est exagéré de considérer Labelle comme le « créateur des industries de Saint-Jérôme », plusieurs autres facteurs pouvant expliquer la forte industrialisation de la ville dans la seconde moitié du XIXe siècle. En 1887, le curé Labelle demande l'érection canonique du diocèse de Saint-Jérôme, cette dernière n'advient toutefois qu'en 1951.
Labelle poursuit également ses projets de colonisation. Appuyé par le haut clergé (dont Monseigneur Édouard-Charles Fabre), il fonde la société de colonisation du diocèse de Montréal en 1879, une organisation destinée à la promotion du peuplement des Pays-d'en-Haut, et met en place une loterie destinée aux projets coloniaux en 1884. Afin de promouvoir ses ambitions de colonisation, le curé Labelle s'associe au publiciste Arthur Buies dès 1879. Malgré des divergences idéologiques (Buies est connu pour son anticléricalisme), les deux hommes partagent tous les deux un intérêt pour l'entreprise coloniale. Ils ont également un contact commun, Joseph-Adolphe Chapleau. Ce dernier confie à Buies, alors engagé comme rédacteur à la Commission des terres publiques, le mandat d'écrire un livre sur le Saguenay. Labelle, « ébloui » par l'ouvrage, encourage Arthur Buies à en écrire un second : L'Outaouais supérieur.
Fort de la réussite de ses projets de colonisation, le curé Labelle se voit honoré à plusieurs reprises en 1883: en janvier, on l'invite à écouter un discours du lieutenant-gouverneur à l'ouverture de la session parlementaire, en mai, on lui rend hommage à l'occasion de la fête du patron des agriculteurs (Saint-Isidore-laboureur) à Montréal et, en juin, on l'invite à prononcer le sermon de la Saint-Jean-Baptiste à la basilique Notre-Dame.
Pour la population québécoise, le curé Labelle et ses projets d’ambitions engendrent une grande admiration. Joseph-Jérôme Grignon, protonotaire et père de l’autrice Germaine Guèvremont, relate la vision héroïque qu’il avait de l’homme lorsqu’il était enfant. Il écrit : « nos folles petites têtes ne comprenaient rien à la sienne, mais elles devinaient qu’il s’y passait quelque chose de grand ».
Sa figure héroïque est alimentée par plusieurs anecdotes qui mettent en lumière sa bienveillance et son dévouement. Notamment, pendant l’hiver 1872, des températures particulièrement froides et rigoureuses ont entrainé de grandes difficultés chez plusieurs familles montréalaises à se procurer du bois de chauffage pour leurs maisons. Le curé, informé de la situation, appelle à la générosité de ses paroissiens. Il leur demande de faire des dons de bois, afin de les distribuer aux familles montréalaises. Le curé assure ainsi le transport 80 voitures remplies de bois jusqu’à la métropole. C’est d’ailleurs cette démonstration de générosité, aujourd’hui appelée «la corvée de bois de 1872» qui donne le coup d’envoi à son projet de construction d’un chemin de fer. À la suite de l’évènement, il donne un discours éloquent qui montre sa passion pour son projet, dans lequel il partage, entre autres, que : « Si, dans le Nord, on nous laisse en souffrance, toute la province et tout le pays en seront affectés. […] Nous avons besoin d’un Grand-Tronc dans le nord, comme dans le sud. Qu’on nous donne les mêmes moyens d’action et nous le prouverons ! C’est ainsi que nous pourrons devenir plus tard les rivaux des Anglais et des Américains dans le commerce et dans l’industrie ».
En février 1885, il participe à un voyage en bateau vers l’Europe, où il est mandaté par le gouvernent fédéral de John A. MacDonald, accompagné par l'abbé Jean-Baptiste Proulx, de stimuler l’émigration européenne au Canada, où ils visitent la France, la Belgique, la Suisse et l'Italie.Il est dit que, pendant que tous les passagers sont malades ou déprimés par les températures maussades du voyage, le curé Labelle est le seul à ne pas succomber, à garder bonne mine et à ne pas perdre l’appétit.

### Un prélat politicien

#### Membre du gouvernement

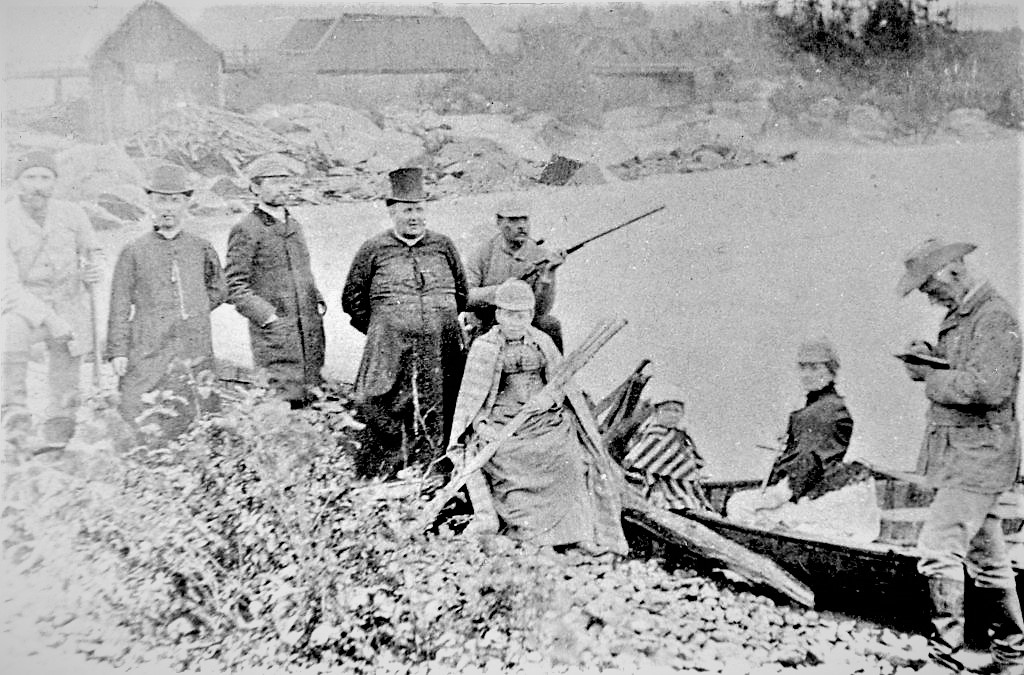
Expédition du curé Labelle à Chute-aux-Iroquois (Labelle) en 1889.

Le nouveau premier ministre libéral Honoré Mercier, élu lors des élections de 1886, veut tirer profit de la popularité du prêtre colonisateur. Mercier le nomme alors sous-commissaire au nouveau département de l'Agriculture et de la Colonisation, fraîchement créé par son gouvernement. Il entre en fonction lors de la 2e session de la 6e législature, le 15 mai 1888. Avec le commissaire des Terres de la couronne, Georges Duhamel, il prépare une nouvelle loi pour supprimer les réserves forestières, des titres que se procuraient les compagnies forestières pour s'approprier de grands territoires destinés à la coupe de bois au détriment de la colonisation de ceux-ci. On concède cependant aux compagnies une première coupe avant l'obtention des lettres patentes des colons. Cette dernière entre en vigueur le 12 juillet 1888. Il obtient également l'adoption du « bill des 100 acres », lequel permet l'octroi gratuitement d'une terre de 100 acres à toute famille avec 12 enfants vivants. Malgré sa présence au gouvernement, le dossier du parachèvement du chemin de fer vers le nord n'aboutit pas. Politiquement, les conservateurs voient en lui un transfuge politique. Ils s'allient à l'archevêque de Montréal, Édouard-Charles Fabre, qui n'apprécie pas le pouvoir politique acquis par ce curé placé sous sa gouverne. Fabre lui demande sa démission. En réaction, le premier ministre Mercier réussit à obtenir une faveur du Saint-Siège en faisant accorder au curé Labelle le titre de « protonotaire apostolique ad instar ».

#### Intervention de Rome

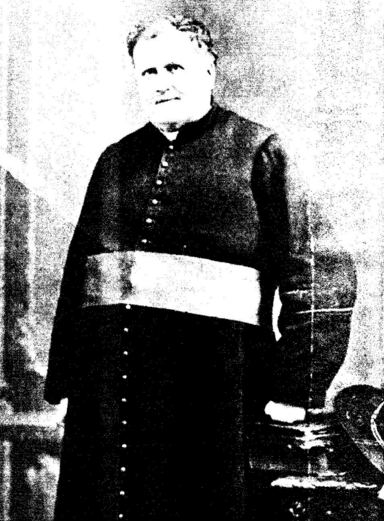
Le curé Labelle en 1889 ou 1890.

Devenant ainsi prélat, même à titre honorifique, le curé Labelle (maintenant « monseigneur ») peut jouir d'une certaine indépendance vis-à-vis l'archevêque. Malgré cela, Fabre réclame toujours sa démission. Le pape Léon XIII doit intervenir deux fois (en novembre 1889 puis en mai 1890) pour le calmer.
Du 9 janvier au 15 septembre 1890, Labelle effectue un second voyage en Europe. En France, au nom du gouvernement provincial, il encourage l'immigration française vers le Canada. À Rome, il défend sa réputation et plaide également la création d'un nouveau diocèse. Le 23 décembre 1890, il apprend le refus du Saint-Siège de créer le diocèse de Saint-Jérôme par séparation de l'archidiocèse de Montréal (cela n'aura lieu qu'en 1951). Il est conscient que cette annonce signe la fin de ses ambitions. Dans une entrevue au Montreal Star, il explique :
« il est vrai que l'archevêque de Montréal n'aime pas à ce que aucun de ses prêtres ne soit élevé à la position d'évêque [...] C'est possible que M. Mercier prie le Pape de m'ordonner de rester, mais mon désir est de m'en retourner dans mon comté et d'aller vivre près des lacs et des montagnes en arrière de Saint-Jérôme. ».
Labelle présente sa démission au premier ministre le 26 décembre 1890. Ce dernier la refuse le lendemain. Au même moment, une hernie abdominale commence à le faire souffrir.

### Mort

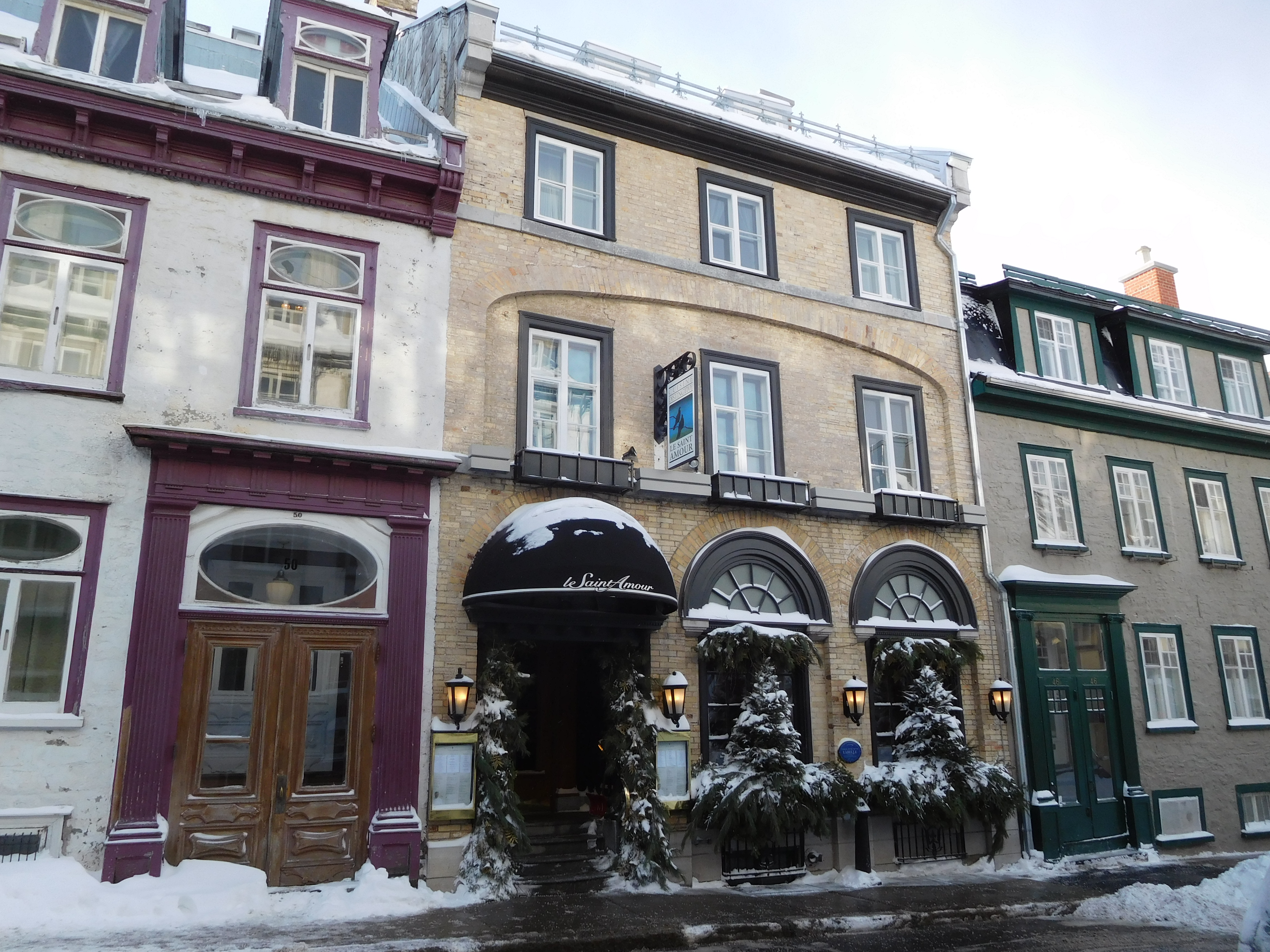
Le curé Labelle est décédé au 48, rue Sainte-Ursule, dans le Vieux-Québec. Il y logeait lors de ses passages à Québec.

Le vendredi 2 janvier 1891, son état de santé devient grave. Le samedi en après-midi, le docteur Auguste Hamel l'anesthésie au chloroforme et procède à une opération chirurgicale avec ses collègues Michael Joseph Ahern et Laurent Catellier. L'opération réussit et le curé Labelle semble aller mieux, mais il faiblit quelques heures plus tard. Il aurait dit dans ses dernières paroles : « C'est la fête des Saints Innocents, on en recevra bien, j'espère, un de plus au ciel ». Un révérend jésuite lui donne l'extrême-onction. Il rend l'âme tôt le dimanche, vers 2 h 15. Il serait décédé de septicémie à la suite d'une injection. L'annonce de sa mort crée une onde de choc partout au Canada français et à Paris, faisant l'objet d'articles dans les journaux durant plusieurs jours.

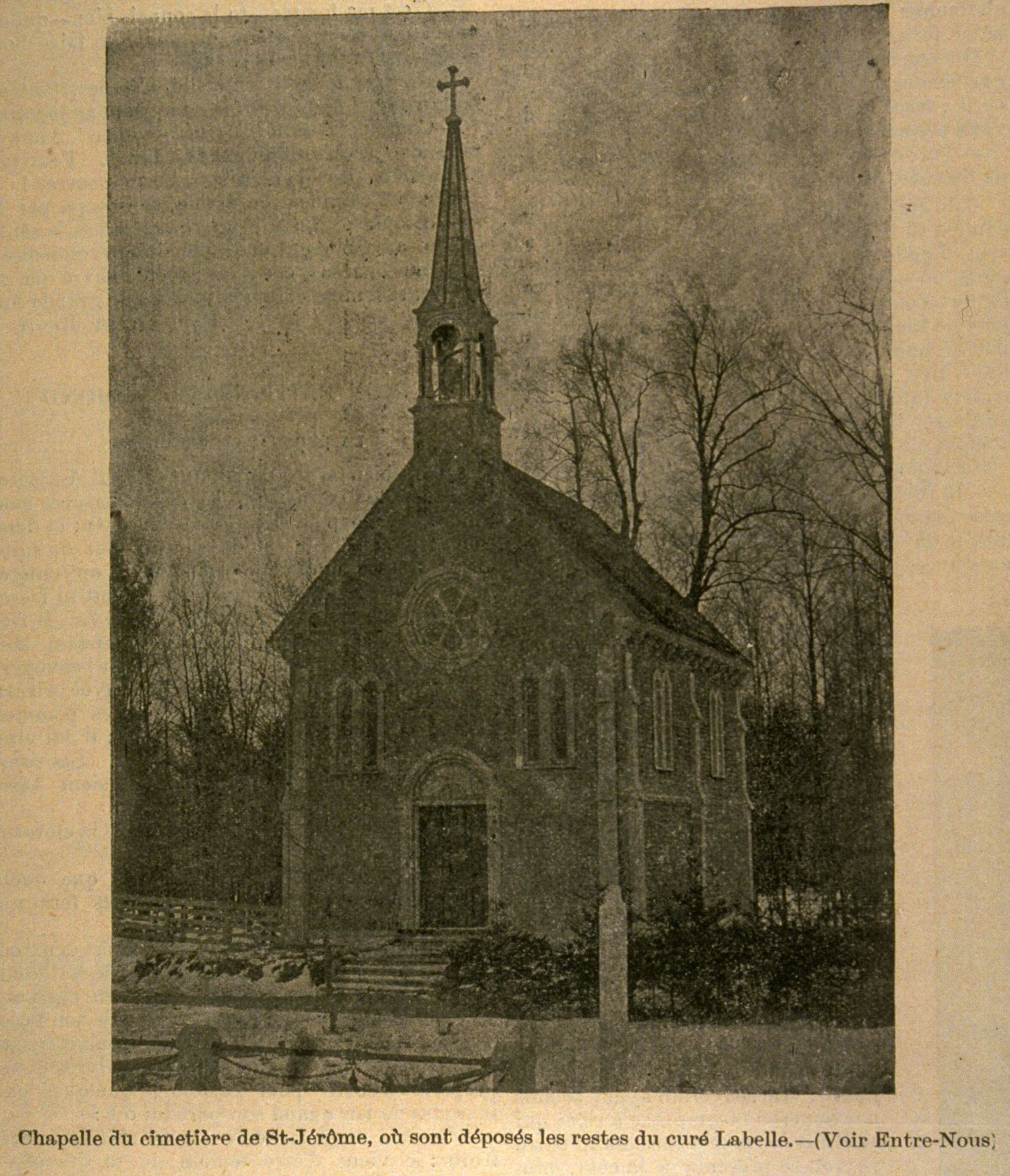
Chapelle du cimetière de St-Jérôme, où sont déposés les restes du curé Labelle.

À 16 h, son corps est transféré à la chapelle des Jésuites accompagné d'un cortège de trois cents notables et citoyens de Québec. Un office des morts est célébré dans la chapelle remplie à pleine capacité. Le lundi 5 janvier, le corps est transféré à la basilique-cathédrale Notre-Dame de Québec où un Libera est chanté à 9 h par le cardinal Taschereau. Il est ensuite transporté à la gare du Canadien Pacifique, où un convoi ferroviaire spécial quitte à 10 heures en direction de Saint-Jérôme. Vers 15 h, le train atteint la jonction Saint-Martin, sur l'île Jésus. Il entre finalement en Gare Saint-Jérôme deux heures plus tard où il est accueilli par environ 5 000 personnes. L'affluence est gigantesque pour la petite ville, les « hôtelleries » affichant complet, les rues étant décorées de nombreuses banderoles funèbres et les drapeaux étant mis en berne. Son corps est déposé dans la chambre mortuaire du presbytère, où un autre « office des morts » est récité, puis en l'église de Saint-Jérôme. Le 8 janvier marque le paroxysme des célébrations funèbres. Un cortège impressionnant d'environ 1 200 personnes provenant de Montréal vient gonfler la population. Les obsèques officielles, célébrées par l'archevêque Joseph-Thomas Duhamel, sont exceptionnelles, tant au niveau de la préparation que du nombre de participants. Le journal L'Électeur dit : « Jamais hors des grandes villes on a vu un aussi nombreux clergé réuni ». On peut noter la présence des premiers ministres Honoré Mercier et Joseph-Adolphe Chapleau et de l'ensemble des ministres du gouvernement québécois.

## Publications
Antoine Labelle est l'auteur de quelques discours, rapports et brochures:
- Société de colonisation du diocèse de Montréal (Montréal, 1879)
- Pamphlet sur la colonisation dans la vallée d’Ottawa, au nord de Montréal, et règlements et avantages de la Société de colonisation du diocèse de Montréal (Montréal, 1880)
- Discours prononcé le 25 juin 1883 par M. le curé Labelle sur la mission de la race canadienne-française en Canada (Montréal, 1883)
- Considérations générales sur l'agriculture, la colonisation, le rapatriement et l'immigration (Québec, 1888)
- Rapport sur les stations agronomiques d'Ottawa et de Guelph (St-Hyacinthe, 1889)

## Hommages

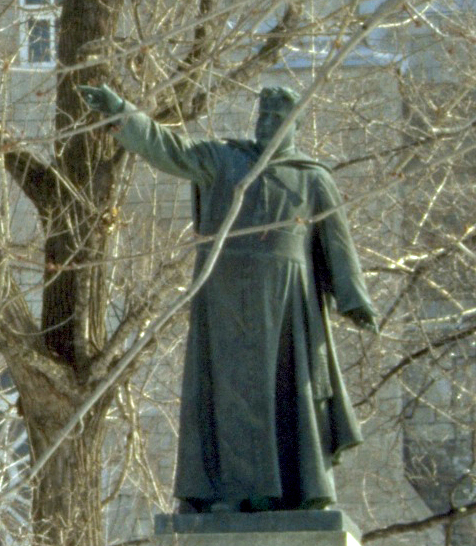
Statue de Labelle, à Saint-Jérôme

Dès l'annonce de sa mort, Antoine Labelle reçoit des hommages sentis à travers toute la société québécoise. Le lendemain de son décès, le Bureau du service civil québécois adopte la résolution suivante : « Que le nom de celui qu'on appelait à juste titre l'apôtre de la colonisation restera légendaire et vénéré dans notre population ».
Depuis le 15 janvier 2016, il est désigné « personnage historique du Québec » en vertu de la Loi sur le patrimoine culturel à l'occasion du 125e anniversaire du décès du Roi du Nord. La Ville de Saint-Jérôme l'a d'ailleurs désigné ainsi quelques années plus tôt.
Un grand monument, œuvre du sculpteur Alfred Laliberté, est érigé en son honneur en 1924 au parc Labelle, devant la cathédrale de Saint-Jérôme. Il est un des personnages principaux de la série télévisée Les Belles Histoires des pays d'en haut (1956-1970) sous les traits de Paul Desmarteaux , rôle repris par Antoine Bertrand dans Les Pays d'en haut (de 2016 à 2019).
En 2016, la ville de Saint-Jérôme a organisé des activités afin de commémorer l'œuvre d'Antoine Labelle.
Plusieurs éléments géographiques ont été nommés en l'honneur d'Antoine Labelle, dont :
- La municipalité régionale de comté d'Antoine-Labelle ;
- La circonscription électorale provinciale de Labelle ;
- La circonscription électorale fédérale de Laurentides—Labelle ;
- La municipalité de Labelle, où se trouve une statue de ce dernier ;
- La réserve faunique de Papineau-Labelle[52] ;
- Le boulevard Curé-Labelle (route 117) ;
- À Laval :
  - Boulevard Roi-du-Nord
  - Parc Roi-du-Nord
  - École secondaire Curé-Antoine-Labelle
- Des rues dans différentes municipalités du Québec.

Le fonds d'archives d'Antoine Labelle est conservé au centre d'archives de Montréal de Bibliothèque et Archives nationales du Québec.